# Kernkraftwerk Tricastin
Das Kernkraftwerk Tricastin befindet sich in der Nähe von Pierrelatte auf der Grenze zwischen den Départements Drôme und Vaucluse am Ufer des Canal de Donzère-Mondragon an der Rhône zwischen Valence (70 km flussaufwärts) und Avignon (65 km flussabwärts). Es besteht aus vier weitgehend baugleichen Reaktoren, die direkt durch das Wasser der Rhône aus dem Canal de Donzère-Mondragon gekühlt werden.
Bis zu ihrer Schließung im Jahre 2012 gehörte auch die Urananreicherungsanlage Eurodif zur Nuklearanlage Tricastin.

## Geschichte
Die 1980/1981 in Betrieb genommenen vier Druckwasserreaktoren mit je 915 Megawatt elektrischer Nettoleistung liefern etwa 25 TWh Strom pro Jahr. Die Urananreicherungsanlage konsumierte bis zu ihrer Schließung ungefähr 17 TWh pro Jahr (also etwa 2/3) davon. Es soll (Stand 2008) dort bis 2017[veraltet] eine neue Anlage in Betrieb gehen, die statt 3 GW nur noch 50 MW benötigen wird.
Einem Bericht der ASN (Autorité de sûreté nucléaire, Behörde für nukleare Sicherheit) vom Oktober 2002 zufolge könnten bestimmte Vorsorgemaßnahmen zur Reaktorkühlung bei einem Erdbeben nicht mehr sichergestellt werden.
Zeitweise sollte in Tricastin der erste französische EPR gebaut werden; dann jedoch wurde der Standort Flamanville am Ärmelkanal ausgewählt. Als Grund wurde angegeben, dass es problematisch sei, den Reaktor in Tricastin zu kühlen, da bereits 14 Kernreaktoren

an der Rhone stehen. Zudem sei der französische Strommarkt mehr auf den Norden Frankreichs ausgerichtet.
Am Morgen des 15. Juli 2013 verschafften sich rund 20 Greenpeace-Aktivisten unbefugten Zugang zum Kraftwerksgelände und entrollten dort Transparente.
Die französische Regierung kündigte 2020 eine Verlängerung der Laufzeit aller in Betrieb befindlichen Reaktoren von 40 auf 50 Jahre an. Diese wurde von der französischen Aufsicht 2021 unter Auflagen genehmigt. Tricastin 1 war der erste französische Reaktor, dessen Laufzeit auf 50 Jahre verlängert wurde. Er war zu diesem Zeitpunkt knapp 43 Jahre in Betrieb, wurde also knapp 3 Jahre ohne gültige Genehmigung betrieben.

### Störungen

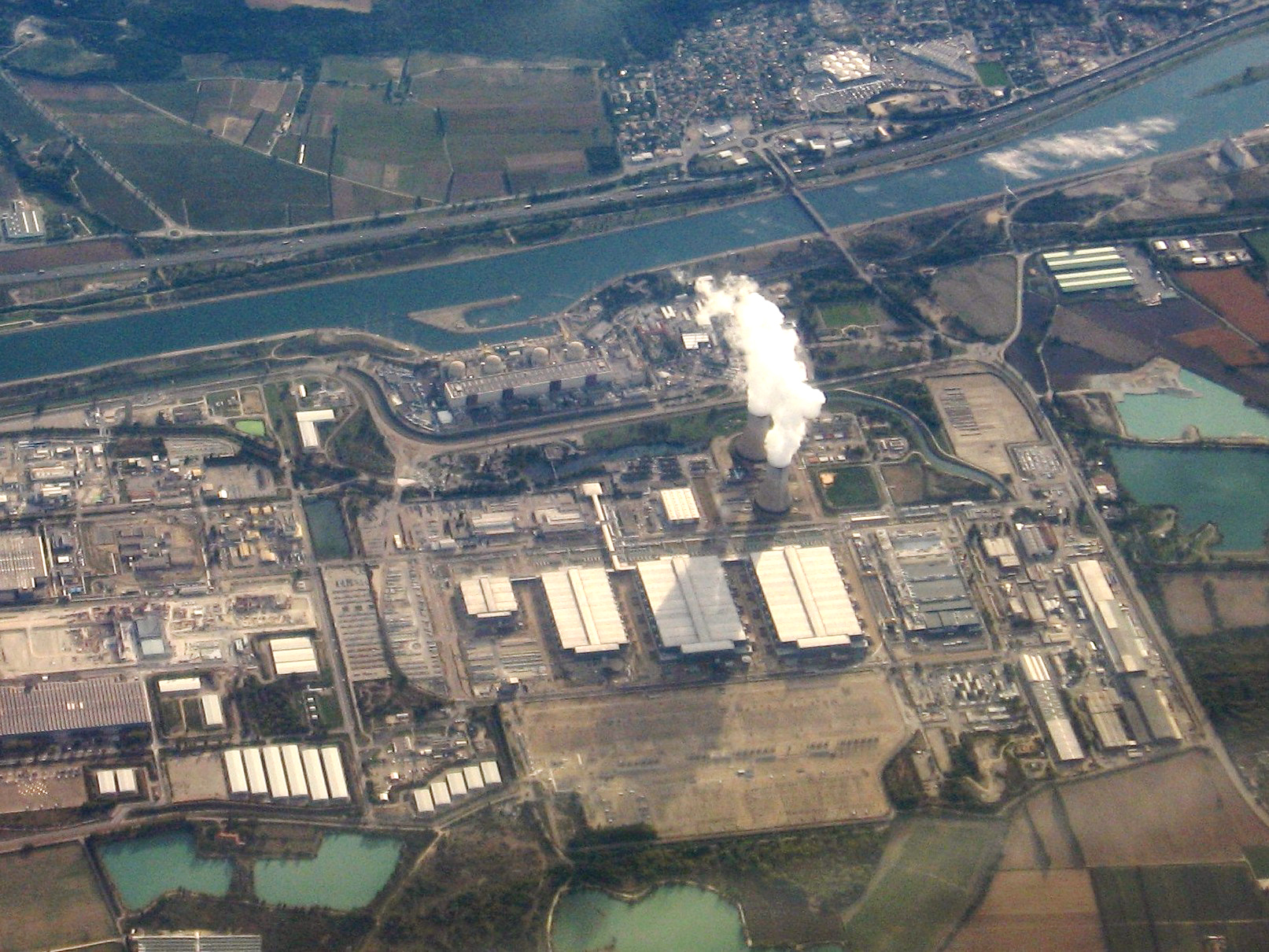
Kernkraftwerk Tricastin

Am 1. September 1980 musste ein Reaktorblock heruntergefahren werden, nachdem ein Rohr mit radioaktivem Abwasser geborsten war. Laut offiziellen Angaben konnte das ausgelaufene Abwasser aufgefangen werden.
1999 erhielt ein Arbeiter in einem der Reaktorblöcke von einem Strahlenschutzbeauftragten die Erlaubnis, eine kurze Arbeit unter dem Reaktorbehälter zu erledigen. Der Arbeiter erhielt eine als krebserzeugend geltende Dosis von rund 300 Millisievert binnen drei Minuten. Der Strahlenschützer hatte zuvor abgeschätzt, die Dosis betrage nur 70 Millisievert. Der Fall hatte ein juristisches Nachspiel.
Vom 12. bis zum 22. Juli 2003 überschritt die Wassertemperatur des Donzère-Mondragon-Kanals durch Kühlwassereinleitung des Kernkraftwerks Tricastin wiederholt die erlaubte Grenze von 27 °C. Insgesamt dauerte die Überschreitung über 44 Stunden, wobei die Temperatur bis zu 28,8 °C erreichte. Die Behörde für nukleare Sicherheit veröffentlichte diesen Zwischenfall am 1. August 2003 auf ihrer Internetseite.
Eine am 2. Juli 2004 durchgeführte Inspektion der ASN zum Thema Brandgefahr lieferte Indizien für mangelnde Erfahrung der Angestellten. So habe man 37 Minuten gebraucht, um effektiv gegen einen eventuellen Brand vorzugehen. Während dieses Zeitraums nähme das ausgebrochene Feuer schon ein zu großes Ausmaß an.
In der Urananreicherungsanlage Eurodif, die sich auf dem gleichen Gelände wie das Kernkraftwerk befindet, kam es 2008 zu einem Störfall, der am 8. Juli bekannt wurde. Dabei trat radioaktive Flüssigkeit in die Umgebung aus. Die im Zuge des Zwischenfalles stattfindenden Wasseranalysen am Kraftwerk ergaben eine 100fache Überschreitung des genehmigten jährlichen Belastungsgrenzwertes. Laut IRSN-Direktor Jean-Christophe Gariel ist die erhöhte Strahlenbelastung vermutlich auf einen früheren Störfall zurückzuführen. Die Wissenschaftlerkommission CRIIRAD äußerte die Vermutung, die Verseuchung stamme von einer nicht abgedeckten militärischen Uranmüllhalde. 10 Tage nach dem Unfall wurde eine sofortige Grundwasserüberprüfung in der Umgebung aller französischen Atomkraftwerke angeordnet. Greenpeace Frankreich forderte die generelle Ausweitung der Grundwasseranalysen auf die Kraftwerksgelände.
Zwei Wochen später wurden am 23. Juli rund 100 Menschen durch radioaktive Partikel „leicht kontaminiert“. Die Partikel waren aus der Abzugsleitung eines abgeschalteten Kernreaktors ausgetreten. Der Zwischenfall wurde auf Stufe 0 auf der achtstufigen Internationalen Bewertungsskala für nukleare Ereignisse eingeordnet. Da sich im Juli 2008 weitere Störfälle ereigneten und diese zu Ermittlungen am Kraftwerksgelände führten, fand dieser neuerliche Unfall ein überdurchschnittliches Medienecho.
Polizeikräfte durchsuchten das Büro des Direktors, um herauszufinden, ob sich der Betreiber an die geltenden Sicherheitsbestimmungen gehalten hat.
Am 16. Februar 2011 wurde festgestellt, dass in mehr als der Hälfte der Notstrom-Dieselgeneratoren der Blöcke 3 und 4 einige Einzelteile, die zwei Jahre zuvor erneuert wurden, bei etwas längerer Laufzeit des Diesels vorzeitig versagen können. Diese Qualitätsmängel erwiesen sich bei einem Test in einem anderen KKW als Totalausfall-Ursache der Diesel. Bei Ausfall des externen Stromnetzes und des Reservenetzes (Notstromfall) wäre damit bei Tricastin 3/4 die Stromversorgung zur Abfuhr der Nachzerfallswärme im Reaktorkern nicht gesichert gewesen, es hätte schlimmstenfalls in beiden Blöcken zu einer Kernschmelze führen können. INES 2.
Am 2. Juli 2011 kam es zu einem Brand in einem Transformator.
Am 18. Oktober 2016 teilte die ASN mit, EDF müsse binnen drei Monaten außerplanmäßig die Funktionstüchtigkeit von Dampferzeugern an den Kernreaktoren 2 und 4 des KKW Tricastin und an drei weiteren bis dato laufenden französischen Kernreaktoren prüfen.
Später wurde bekannt, dass insgesamt zwölf Reaktoren geprüft werden müssen.

## Abschaltung zur Sicherheit
Nachdem die Atomsicherheitsbehörde ASN 2010 dem Antrag der Edf auf erneute zehnjährige Betriebserlaubnis für das Kraftwerk gefolgt war, verfügte sie Ende September 2017 die Schließung der vier Reaktoren. Als Grund nannte sie das zu hohe Risiko eines Dammbruchs am Canal de Donzère-Mondragon an der Rhône infolge eines möglichen Erdbebens, und eines durch die resultierende Überschwemmung verursachten Ausfalls der Notkühlung. Das Kernkraftwerk Fessenheim befand sich bis zu der endgültigen Abschaltung 2020 in einer ähnlichen Lage. Einer nach einem Stresstest im Jahr 2011 verfügten Auflage, die Dämme bis 2014 besser gegen Brüche abzusichern, war der Betreiber offenbar nicht nachgekommen.
Die Blöcke wurden daraufhin zwischen dem 29. September und dem 4. Oktober 2017 sukzessive abgeschaltet. Ende Oktober 2017 verschob der Betreiber den Termin für das Wiederanfahren auf Ende November 2017.

## Daten der Reaktorblöcke
Das Kernkraftwerk Tricastin hat insgesamt vier Blöcke:
| Reaktorblock | Reaktortyp         | Netto- leistung | Brutto- leistung | Baubeginn  | Netzsyn- chronisation | Kommer- zieller Betrieb | Abschal- tung |
| ------------ | ------------------ | --------------- | ---------------- | ---------- | --------------------- | ----------------------- | ------------- |
| Tricastin-1  | Druckwasserreaktor | 915 MW          | 955 MW           | 01.11.1974 | 31.05.1980            | 01.12.1980              | 01.12.2030    |
| Tricastin-2  | Druckwasserreaktor | 915 MW          | 955 MW           | 01.12.1974 | 07.08.1980            | 01.12.1980              | 01.12.2030    |
| Tricastin-3  | Druckwasserreaktor | 915 MW          | 955 MW           | 01.04.1975 | 10.02.1981            | 11.05.1981              | 2031          |
| Tricastin-4  | Druckwasserreaktor | 915 MW          | 955 MW           | 01.05.1975 | 12.06.1981            | 01.11.1981              | 2031          |